# Добривое Топалович
Добривое Топалович (Прелина, 21 септември 1944 г. – Чачак, 16 юни 2020 г.) е сръбски певец на народна музика. Започва да пее в културно-художествено дружество в Чачак и записва първата плоча „Кад би знала колико те желим“ през 1968 година. През десетилетната си кариера той записва 26 сингъла и 16 студийни албума. Най-известните му песни са: „Црно вино“, „Проговори, слико“, „Кад бих мог'о и умро за теб“, „Еј, да ми је“, „Теби се не жури“, „Ја сам рођен у Србији, брале“, „Окрени главу“, Милице, „На мраморној стени“ и други.

## Биография
Роден е в село Прелина през 1944 г. на религиозния празник Богородица. Завършил техникум в Чачак, а след това две години е учил в Техническа гимназия в Белград. Започнал да пее в културно-художествено дружество в Чачак и участвал в селски състезания за самодейни певци. По онова време в близкото село Мърчаевци живее композиторът Драган Алексич, който след като чул Добривое да пее в механа, започва да му сътрудничи. През 1968 г. той записва първия си сингъл „Кад би знала колико те желим“ с песни, написани от неговия композитор за дискотеки. Алексич композира следващите три плочи за него, но по-голям успех няма. Въпреки това през 1970 г. участва във фестивала Илиджа и спечели първа награда на публиката.
Записвал е няколко албума за Радио Белград. Носител е на Сръбската вариететна награда (1983 г.), наградата за жизнено постижение на фестивала „Моравски бисери“ (2014 г.), плакета „Златна лира“ за изключително вокални постижения (2015 г.) и наградата за житейски постижения от Асоциацията на естрадата и музиката „Артисти от Сърбия“ (2017 г.) и още други награди на много музикални фестивали.
Умира от рак на белия дроб на 16 юни 2020 г. в Чачак. Погребан е в родния си град.